# Vicente Aroca Sáez
Pour les articles homonymes, voir Sáez et Aroca.
Vicente Aroca Sáez, né le 24 avril 1961, est un homme politique espagnol membre du Parti populaire (PP).

## Biographie

### Vie privée
Il est marié et père de trois enfants.

### Carrière politique
Il est maire de La Roda depuis 2007.
Le 20 novembre 2011, il est élu sénateur pour Albacete au Sénat et réélu en 2015 et 2016.